# Conus viola
Conus viola is een in zee levende slakkensoort uit het geslacht Conus. De slak behoort tot de familie Conidae. Conus viola werd in 1977 beschreven door Cernohorsky. Net zoals alle soorten binnen het geslacht Conus zijn deze slakken roofzuchtig en giftig. Zij bezitten een harpoenachtige structuur waarmee ze hun prooi kunnen steken en verlammen.